# Пудежка
Пудежка — река в Вологодской области России, протекает по Вологодскому району и Вологде. Устье реки находится в 39 км от устья реки Вологды по левому берегу. Длина реки составляет 20 км.
Пудежка берёт начало западнее деревни Чемоданово (Семёнковское сельское поселение). Течёт на юго-восток, русло извилистое, крупных притоков нет.
Долина реки плотно заселена, на берегах Пудежки расположен центр Семёнковского сельского поселения — посёлок Семёнково, а также ряд деревень поселения: Щетинино, Окунево, Борилово, Пудега(правый берег); Дубровское, Труфаново, Красново, Ярыгино (левый берег).
Впадает в реку Вологду в микрорайоне Прилуки, на северо-западе города Вологды. Километром ниже устья Пудежки на берегу Вологды стоит Спасо-Прилуцкий монастырь.

## Данные водного реестра
По данным государственного водного реестра России относится к Двинско-Печорскому бассейновому округу, водохозяйственный участок реки — Северная Двина от начала реки до впадения реки Вычегда, без рек Юг и Сухона (от истока до Кубенского гидроузла), речной подбассейн реки — Сухона. Речной бассейн реки — Северная Двина.
Код объекта в государственном водном реестре — 03020100312103000006561.